# إلفيرا غارسيا إي غارسيا
إلفيرا غارسيا إي غارسيا (بالإسبانية: Elvira García y García)‏ هي صحفية ومُدرسة بيروفية، ولدت في 1 يونيو 1862، وتوفيت في 23 أكتوبر 1951.
1. 1 2  . 4 يناير 2023 https://www.infobae.com/america/peru/2023/01/05/elvira-garcia-y-garcia-la-historia-de-como-se-convirtio-en-la-pionera-de-la-educacion-femenina-en-peru/. اطلع عليه بتاريخ 2024-10-13. {{استشهاد ويب}}: |url= بحاجة لعنوان (مساعدة) والوسيط |title= غير موجود أو فارغ (من ويكي بيانات) (مساعدة)
2. ↑   https://fuenteshistoricasdelperu.com/2022/02/02/elvira-garcia-y-garcia-1862-1951/. اطلع عليه بتاريخ 2024-10-13. {{استشهاد ويب}}: |url= بحاجة لعنوان (مساعدة) والوسيط |title= غير موجود أو فارغ (من ويكي بيانات) (مساعدة)